# 中華人民共和国民政部

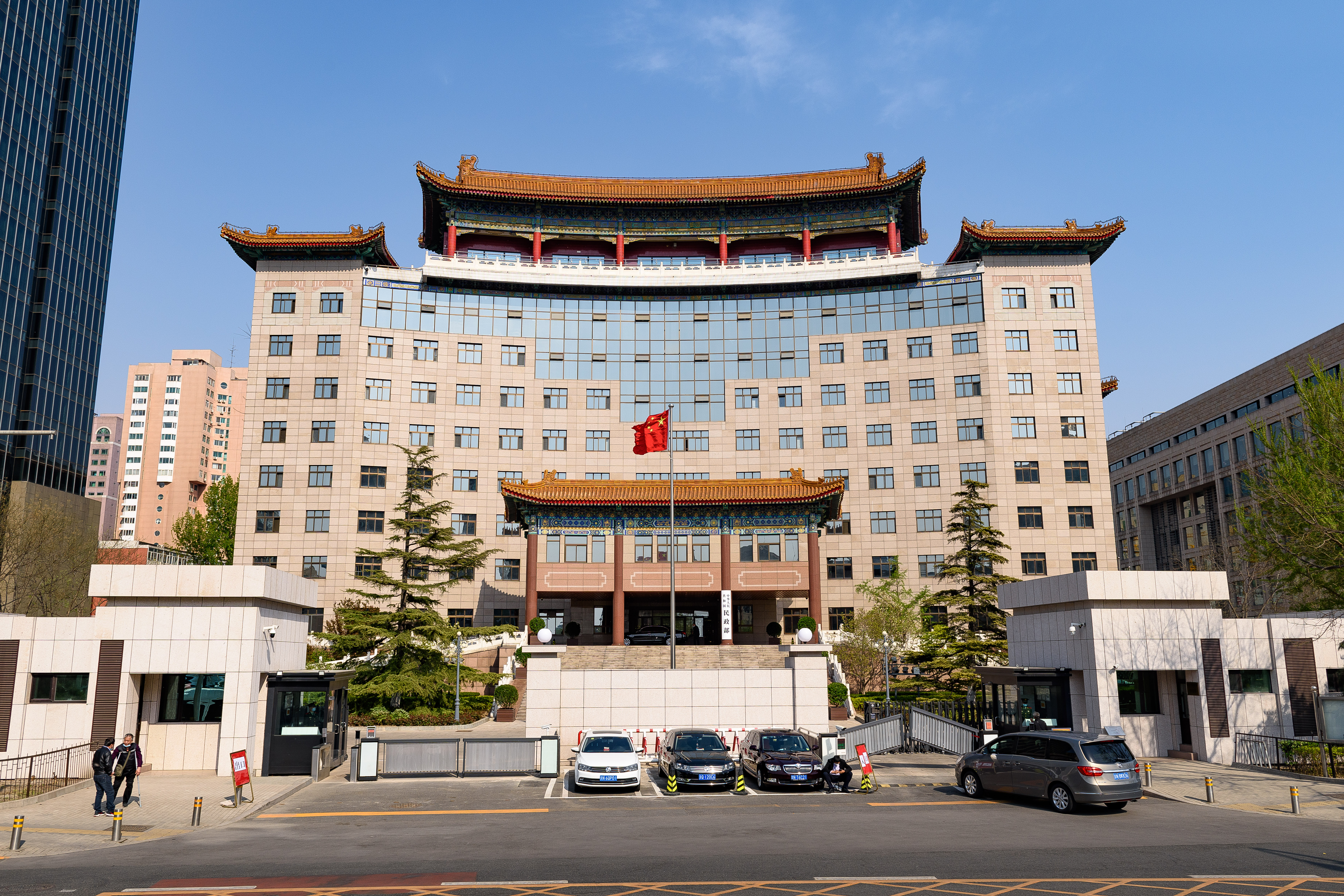
民政部

中華人民共和国民政部（ちゅうかじんみんきょうわこくみんせいぶ、中华人民共和国民政部）は、中華人民共和国国務院に属する行政部門。社会や行政事務を担当し、日本の総務省に相当する。その前身は内務部である。

## 歴史
- 1949年11月、中央人民政府内務部が設立された。
- 1954年9月、中華人民共和国内務部に改称された。
- 1969年1月、内務部は廃止された。
- 1978年5月、中国民政部が設立された。

## 下位機構
9の職能司（日本の庁にあたる）が置かれている。
1. 弁公庁
2. 民間組織管理局
3. 待慰撫配置司
4. 災害救援・救済司
5. 末端政権・地域社会整備司
6. 地名区画司
7. 社会福祉・社会事務司
8. 財務・機関事務司
9. 外事司
10. 人事教育司

## 歴任部長
- 謝覚哉（1949年10月19日－1960年）
- 銭瑛（1960年－“文化大革命”開始）
- 程子華（1978年3月－1982年5月）
- 崔乃夫（1982年5月－1993年3月）
- 多吉才譲（1993年3月－2003年3月）
- 李学拳（2003年3月-2010年6月）
- 李立國（2010年6月-2016年11月）
- 黄樹賢（2016年11月-2019年10月)
- 李紀恒（2019年10月-)